# Lawson (cửa hàng)

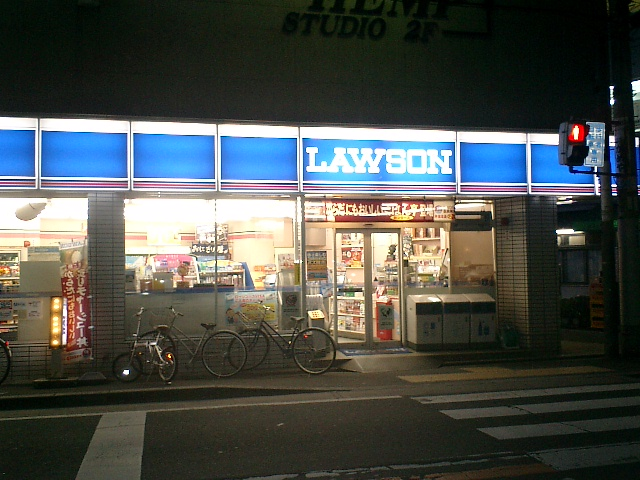
Cửa hàng Lawson 1-chome Terauchicho ở Moriguchi, Osaka, Nhật Bản

Công ty Lawson (ロ ー ソKabushiki Kaisha Rōson, TYO: 2651 ) là một chuỗi cửa hàng tiện lợi nhượng quyền tại Nhật Bản. Cửa hàng có nguồn gốc ởCuyahoga Falls, Ohio, nhưng ngày nay tồn tại như một công ty Nhật Bản.
Công ty có trụ sở tại East Tower of Gate City Ohsaki ở Ōsaki, Shinagawa, Tokyo.

### Nguồn gốc ở Ohio

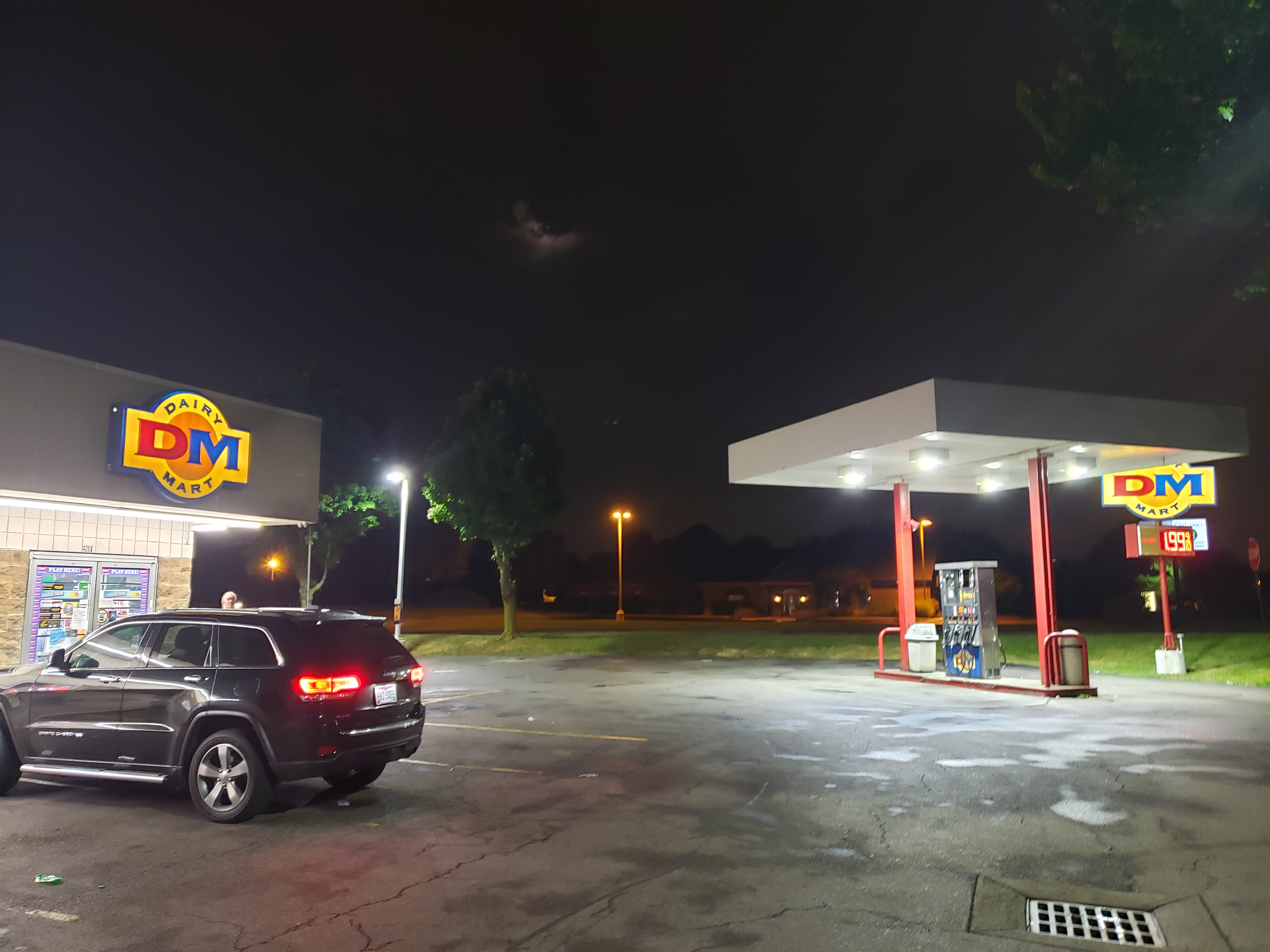
Một địa điểm của hãng Dairy Mart còn mở ở Columbus, Ohio vào tháng 6 năm 2020.

### Sự hiện diện ở Nhật Bản

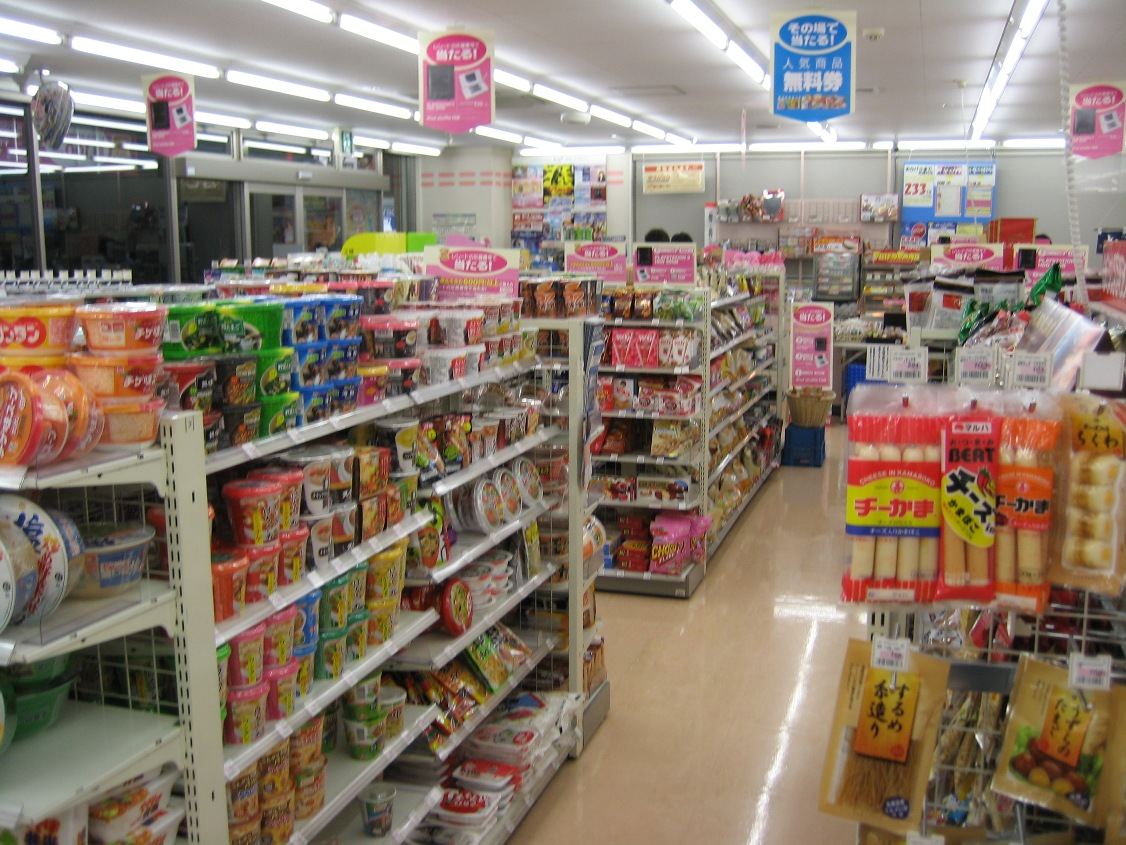
Bên trong một Lawson ở Ontakesan, Tokyo

### Trở về Hoa Kỳ

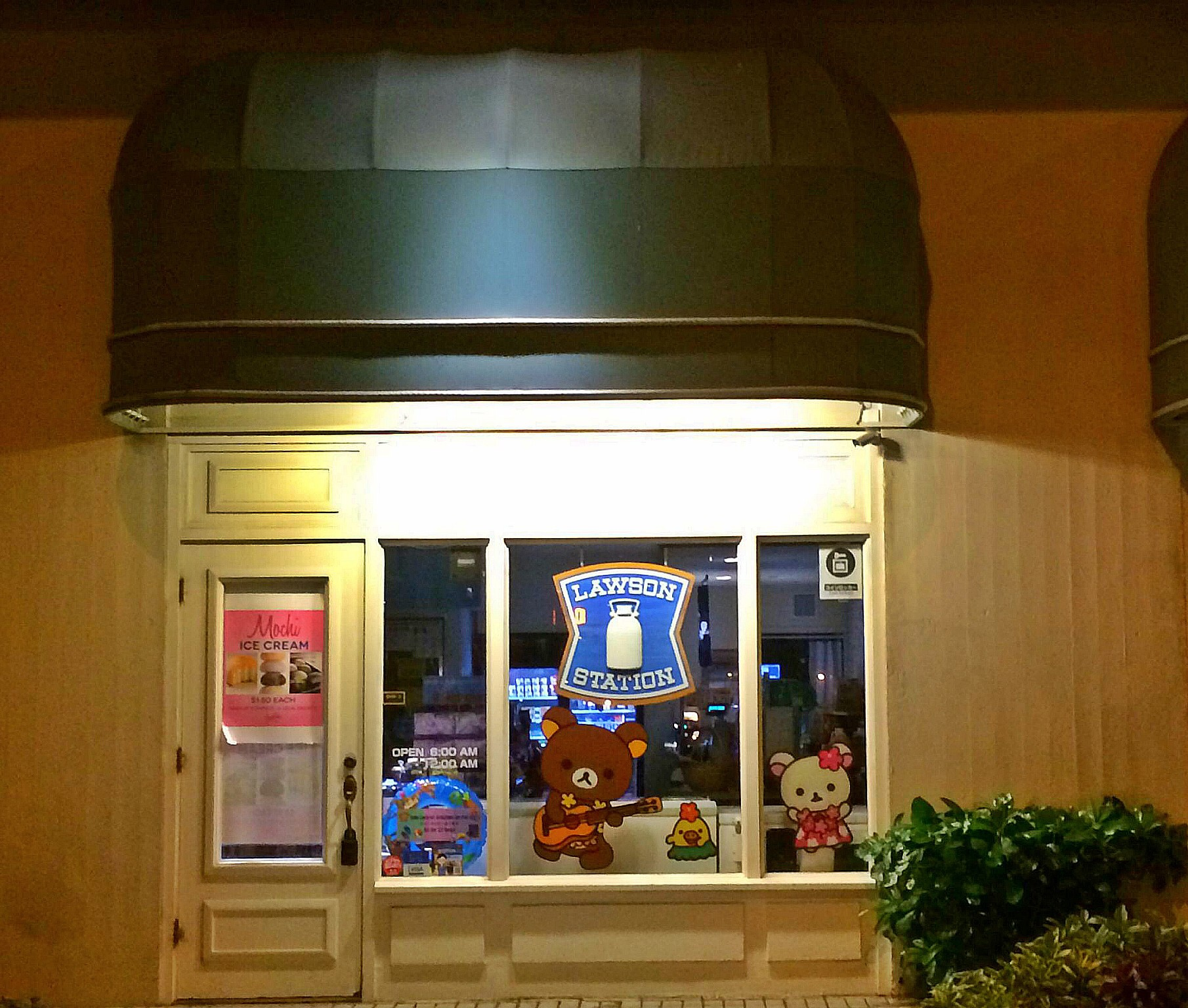
Lawson's tại Moana Surfrider, A Westin Resort & Spa, Honolulu, Hawaii

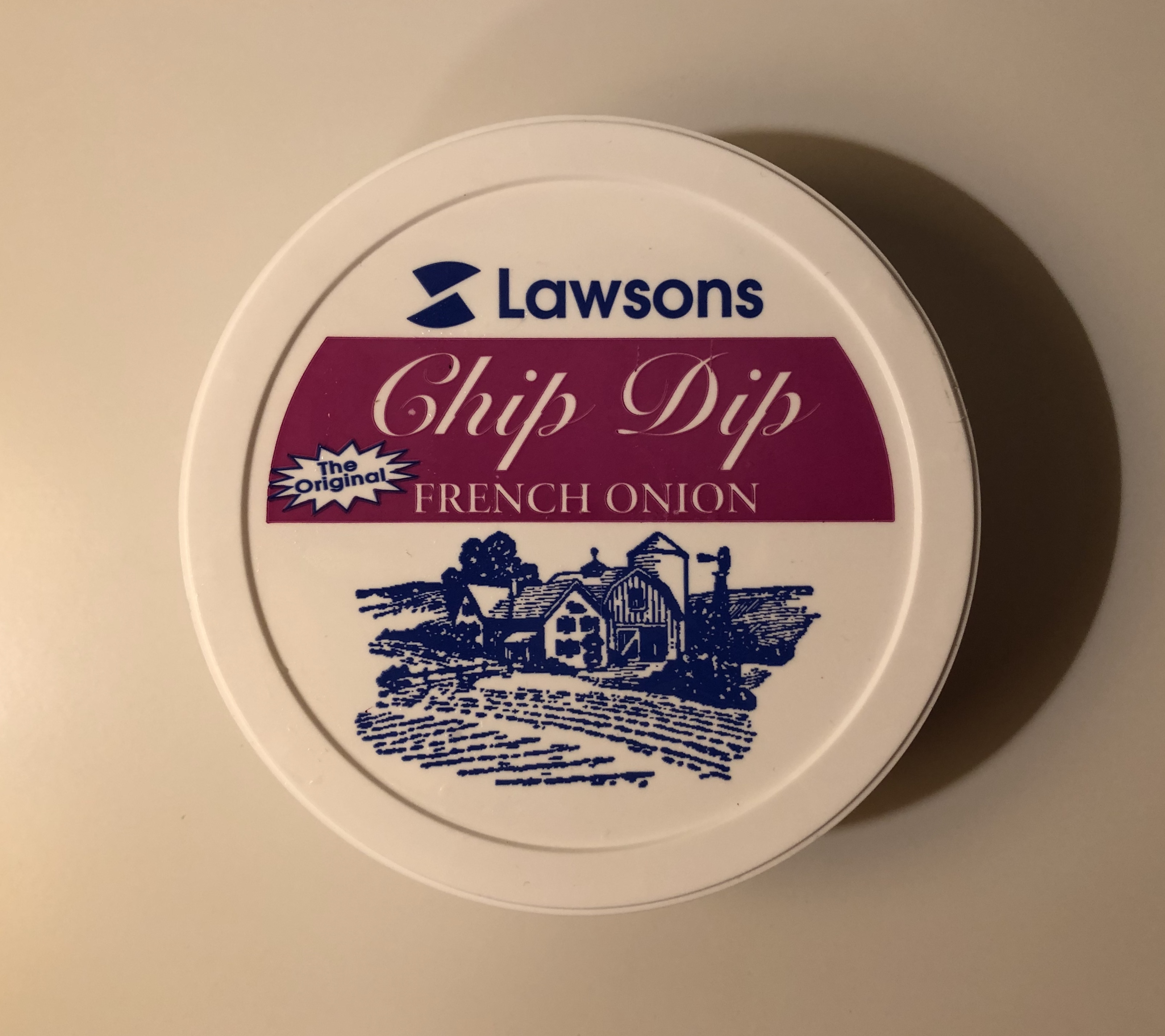
Một chip dip Lawson nhúng từ Circle K ở Ohio.

## Lịch sử